# 二宮事件
二宮事件（にきゅうじけん）、二宮の変（にきゅうのへん）、または南魯党争（なんろとうそう）は、三国時代の呉における約10年間に及ぶ政治闘争の総称。孫和と孫覇の太子廃立争いであるが、その裏に江南の貴族社会的性質を見出す向きもある。両者の父親であり、呉の皇帝であった孫権が問題の解決を先延ばしにしていたことがこの事件の一般的な原因とされる。

## 概要

### 発端
黄龍元年（229年）に皇位に即いた孫権は、皇太子として長子であり、また聡明で知られた孫登を立てるものの、孫登は赤烏4年（241年）5月に33歳で病死してしまう。
病床にあった孫登は遺書の中で、三弟の孫和を次の太子に推し、孫権もそれに従い翌赤烏5年（242年）正月に孫和を太子に立てた。同年8月にその異母弟の孫覇を魯王に立て、初めはこの両者をほぼ同様に遇したが、家臣団の不満により孫権は別々の宮を設置し、それぞれに幕僚をつけた。孫覇は太子と太子の支持者に恨みを抱いた。
赤烏6年（243年）11月、19年間丞相の任にあった顧雍が死去する。翌赤烏7年（244年）正月、呉の名将として知られる陸遜が丞相に任じられたが、荊州統治という従来の職務はそのままだったため、首都の建業は丞相不在という状況になった。また、宮中においても孫権の娘である孫魯班（全琮の夫人でもある）と孫和の生母である王夫人の不和が存在していたともされる。その王夫人は孫権の寵愛深い妃だったがその身分はあくまでも夫人（側室）である。潘淑（後の皇太子の母）のように正式な后として重んじられることはなかった。

### 内紛
孫和・孫覇が和睦していないとの声を孫権が聞き、孫権は2人と群臣の往来を禁止するが、状況は悪化していった。以降、魯王派（孫覇派）は太子廃立の動きを強め、太子派（孫和派）はこれを防ごうとする。また孫覇は群臣の言に乗って太子廃立に自らも意欲を見せていた。群臣たちは真っ二つに割れ、孫和側には陸遜・諸葛恪・顧譚・朱拠・滕胤・朱績・丁密（丁固）・吾粲・屈晃・陳正・陳象・張純・張休・顧承・顧悌・陸胤ら、孫覇側には全琮・歩騭・孫弘・呂岱・呂拠・孫峻・全奇・呉安・孫奇・楊竺・諸葛綽らが付いた。
この頃、孫和母子に不満を抱いている孫魯班は孫権が病気になったとき、孫和が妻の叔父である張休の屋敷に招かれていたことを利用し、孫権に対し「孫和は祈祷も行わずに、妻の実家で謀議を廻らしている」と讒言し、またその母の王夫人も孫権が病気であることを喜んでいると讒言した。まもなく王夫人が憂いのあまり死去すると、孫権の孫和に対する寵愛も衰えた。
『呉録』の説では、楊竺がひそかに孫覇の立嫡を積極的に勧め、孫権は同意したが、密談の内容が孫和に知られていた。懼れた孫和が、陸胤を通して武昌の陸遜に助けを求めた。このため陸遜は上表して孫権を諫めた。孫権が密談の内容を漏らした者を探そうとしたところ、陸胤は孫和を庇おうとして、楊竺が密談を漏らしたと誣告した。結局楊竺は陸胤とともに収監されてしまった。楊竺は厳しい取り調べに堪え切れず自分が漏らしたと答えたため処刑されたということになっている。なお、その後釈放された陸胤は太子派を退き、地方官に転任した。
楊竺は陸遜に関する20条の疑惑事項を告発した。そのため孫権は陸遜に対して問責の使者を何度も送った。この前後は魯王派の讒言が激しく、太子太傅の吾粲は処刑され、顧雍の孫で陸遜の甥にあたる顧譚・顧承をはじめとして張休・姚信ら太子派の重要人物が次々に左遷（もしくは流刑）された。赤烏8年（245年）2月の陸遜の死は、これらの出来事による憤死といわれる。なお、楊竺による疑惑については、陸遜の死後、子の陸抗が全て晴らしている。
翌赤烏9年（246年）9月の人事改変で全琮が右大司馬、歩騭が丞相になるにおよび、魯王派が主導権を握ったが、赤烏10年（247年）に歩騭が、赤烏10年または赤烏12年（249年）に全琮が亡くなると、再度両勢力は拮抗して争いは続き、孫権は嫌気がさして末子の孫亮を寵愛しだす有様であり、孫亮に皇位を継承させようとした。

### 両成敗
赤烏13年（250年）、ようやく孫権はこの政争に対する決断を下し、孫和を幽閉した。この処置に反対した孫和派の屈晃と驃騎将軍の朱拠は棒叩き100回の刑を受けた上、前者は郷里に帰らされ、後者は新都郡の丞に左遷され任地に赴く途中で中書令の孫弘に自害させられた。他にも、孫和の処置に反対した十数人の役人が処刑されたり、放逐された。罪を受けた人々の中には、無実の者もあったという。
8月、太子孫和は廃され（後に南陽王に封じる）、魯王孫覇は死を賜った。さらに孫覇派のうち積極的な工作を行っていた全寄・呉安・孫奇らをことごとく誅殺した。数年前に処刑された楊竺は、死体が長江に捨てられた。11月、その代わりの皇太子として孫亮が擁立され、二宮事件は一段落した。

## 影響
この政争には、前述したように江南豪族（貴族）の主流派と非主流派の対立も絡んでいた。もともと、江南は中央から離れていたため地方豪族の力が強い地域であった。その中で、軍事的に突出した勢力を持つ孫氏一門を盟主とした、いわば豪族連合のような形で成立したのが呉王朝である（この傾向はその後の東晋、さらには南朝にも強く見られる）。このように複雑な政治背景を持っていた呉が、内部から真っ二つに分裂し、より複雑な派閥を形成したことにより、本来の問題とは別の次元まで政争を誘発するようになった。
魏の鄧艾は「孫権の崩御後、呉の名家・豪族は新しい朝廷の命令に従わなかった。私兵を所有し、軍勢を頼れば、独立できる力を持っている」と述べている。陸遜を例にとれば、会稽太守の淳于式は、陸遜が不法に民衆を軍隊に編入させて民衆を混乱させていると孫権に報告した。黄武年間、駱統も募兵官が悪を助長して良俗を敗り、百姓の離叛の心を生じさせることを諫言した。孫権はその諫言に従って私兵を徴発することを禁止する。しかし嘉禾6年（237年）陸遜はその詔令に違反し、周祗を許可して鄱陽において徴兵した。結果、豫章や廬陵の不服従民によって周囲の諸県の治安は悪化した。二宮での失脚の江南豪族は多かったため、二宮事件は貴族を弱めるための行動が指摘される。

## 裴松之の論評
袁紹・劉表は、それぞれ袁尚・劉琮が聡明であると考え、元々彼らに後を嗣がせようとの意思があった。しかし孫権は、一度は孫和を立てながら、後にまた孫覇を寵愛してみすみす混乱の元を作り、自ら一族に災いをもたらした。前二者と後者は同一ではない。袁・劉の例と比較しても、孫権の愚鈍で道理にもとるところは、より酷いものである。